# Saint-Léger-sous-Beuvray
Saint-Léger-sous-Beuvray is een gemeente in het Franse departement Saône-et-Loire (regio Bourgogne-Franche-Comté) en telt 524 inwoners (1999). De plaats maakt deel uit van het arrondissement Autun.

## Geografie
De oppervlakte van Saint-Léger-sous-Beuvray bedraagt 36,0 km², de bevolkingsdichtheid is 14,6 inwoners per km².
De onderstaande kaart toont de ligging van Saint-Léger-sous-Beuvray met de belangrijkste infrastructuur en aangrenzende gemeenten.

## Demografie
Onderstaande figuur toont het verloop van het inwonertal (bron: INSEE-tellingen).